# Нік Карась (письменник)
Ніколас Стівенсон («Нік») Карась, англ. Nicholas Stevensson Karas (19 грудня 1931, Бінгемтон — 11 серпня 2013, Сентер-Моричес) — американський журналіст та письменник, за професією іхтіолог. Автор книги про етнічну групу "Ганки" (походженням із Закарпаття) у південній Пенсільванії.

## Родина
- Батько, Стефан А. Карась / Stefan A. Karas (1901—1934)
- Мати, Анна Карась / Anna Karas, до шлюбу Найдер / Nider (1908—2000)
- Дід по матері, Василь Найда / Vasyl (Basil/Wasco) Najda (1880—1952)
- Бабуся по матері, Катерина Мінко / Kateryna Minko (1884—1964)
- Сестра батька, С'юзі (Susie), народжена у Чехословаччині
- Брати батька, Михайло / Майкл (Michael) та Андрій / Ендрю (Andrew)
- Сестра, Анна / Енн (Anne Teisi)
- Дружина, Ширлі (Shirley), 11 серпня 2013 58 років (нар. 1954 або 1955)
- Сини: Кеннет, Стівен, Майкл (Kenneth, Steven, Michael)

## Твори
- Hunky: The Immigrant Experience. By Nicholas Stevensson Karas / Bloomington, Ind.: 1st Books, 2004. — 504 pp.

- Book Review / Thomas White, Western Pennsylvania History, Historical Society of Western Pennsylvania /  Hunky provides a fictional account of Carpatho-Rusyn immigrants and their life in industrial America
- Amazon: Hunky is the story of two families that lived on opposite sides of the continental divide high in the Carpathian Mountains of 19 century east-central Europe. It spans three generations and a hundred years in their plight to escape more than a thousand years of oppression and servitude. Karas uses a unique journalistic genre, an adroit blend of history, biography, autobiography and fiction, that traces their Americanization in the coals mines and steel mills of Pennsylvania
- Information: the same of Amazon

- The Last Whaler, by Capt Nicholas Stevensson Karas. / A historic novel based on a true whaling adventure of a Shinnecock Indian as told to a Long Island merchant seaman. The events took place between 1865 and 1942. — AuthorHouse, 2010. — 400 pages. — ISBN-10: 145207528X; ISBN-13: 978-1452075280

- Arts & Living … is based on a true story of a Shinnecock Indian who was kidnapped by the first mate of the whaling ship Tranquility in 1865